# Apolipoproteïne E
Apolipoproteïne E (ApoE) is een eiwitklasse die betrokken is bij de vetstofwisseling. ApoE speelt een belangrijke rol in de ziekte van Alzheimer en hart- en vaatziekten.
Lipoproteïnen zijn moleculen die bestaan uit vet en proteïnen. Apolipoproteïne E is een vetbindend eiwit (apolipoproteïne), dat onderdeel uitmaakt van het chylomicron en de intermediate-density-lipoproteïnen.

## Structuur

### Genoom
Het gen, APOE, ligt op chromosoom 19 in een cluster met apolipoproteïne C1 en apolipoproteïne C2. APOE bestaat uit vier exonen en drie intronen, met in het totaal 3597 basenparen.

### Polymorfisme
APOE is polymorf, en heeft drie hoofdallelen: APOE-ε2 (cys112, cys158), APOE-ε3 (cys112, arg158) en APOE-ε4 (arg112, arg158). Hoewel de drie vormen in slechts één of twee aminozuren op posities 112 en 158 van elkaar verschillen, zorgen deze verschillen voor veranderingen in structuur en functie van APOE.
- Ongeveer 10-20% van de Amerikaanse bevolking draagt de ε2-vorm.[7] Zo'n 15% van de Nederlandse bevolking heeft deze vorm.[8]
- De ε3-vorm komt het meest voor: ongeveer 60% van de Amerikaanse bevolking krijgt deze vorm van beide ouders.[7] In Nederland is dit ongeveer 56%.[8]
- 20-30% van de mensen heeft de ε4-vorm en naar schatting 2% van de bevolking heeft twee kopieën van APOE-ε4.[7][8]

## Klinische relevantie

### Ziekte van Alzheimer
APOE-ε4 is de belangrijkste bekende genetische risicofactor voor de ziekte van Alzheimer in verschillende etnische groepen. Ε4 hangt echter niet samen met een verhoogd risico in alle etnische groepen: Nigerianen hebben de hoogste hoeveelheid APOE ε4 ter wereld, maar Alzheimer is erg zeldzaam onder Nigerianen. Dit heeft mogelijk te maken met hun lage cholesterol. Blanke en Japanse dragers van twee APOE ε4-allelen hebben tien tot dertig keer zoveel risico om tegen de leeftijd van 75 jaar Alzheimer te ontwikkelen dan niet-dragers. Dit komt mogelijk door een interactie met amyloïde.
Hoewel 40-65% van de patiënten met Alzheimer drager is van ten minste één ε4-allel, is ApoE4 geen bepaler van de ziekte. Ten minste een derde van de patiënten is niet-drager en er zijn ook homozygote ε4-dragers die de ziekte nooit ontwikkelen. Mensen met twee ε4-allelen hebben echter wel 20 keer zoveel kans om de ziekte te krijgen.
Het genotype met het grootste risico voor Alzheimer en ontstaan op jongere leeftijd is ApoE 4,4 (homozygoot APOE ε4). Vergeleken met genotype ApoE 3,3 (homozygoot APOE ε3) als referentie (mensen met dit genotype hebben een risico van 1,0), hebben mensen met genotype ApoE 4,4 een risico van 14,9. Mensen met genotype ApoE 3,4 (heterozygoot APOE ε3 en ε4) hebben een risico van 3,2 en mensen met ApoE 2,4 (heterozygoot APOE ε2 en ε4) hebben een risico van 2,6. Mensen met ApoE 2,3 (heterozygoot APOE ε2 en ε3) of ApoE2,2 (homozygoot APOE ε2) hebben een lager risico van 0,6.